# Adelina Anthony
Pour les articles homonymes, voir Anthony.
Adelina Anthony est une actrice, réalisatrice, scénariste et productrice américaine.

## Biographie
Anthony est originaire de San Antonio, au Texas.
Anthony crée AdeRisa Productions en 2012 avec Marisa Becerra. En 2019 AdeRisa Productions participe à la production de la comédie transgenre  Ro & Shirelle, écrit par  D’Lo, et dirigé par Anthony. La comédie met à l'affiche D’Lo et Shakina Nayfack.  
Anthony participe au Film Independent’s Project Involve et au Sundance Screenwriters Intensive.
En 2016, elle écrit, réalise, produit et joue dans son premier long métrage, Bruising for Besos. 

## Vie privée
Adelina Anthony est ouvertement lesbienne et two spirit.

## Récompense
Son film The Serenade remporte le prix HBO Latinx Short Film Competition du Official Latino Film and Arts Festival (OLFAF) en 2019,,.

## Filmographie

### Actrice

#### Cinéma
- 2016 : Bruising for Besos : Yoli (and Little Yoli)

#### Courts-métrages
- 1998 : Holy Tortilla
- 2004 : Lost Angeles
- 2009 : The One-Wayz
- 2012 : Almost There
- 2015 : Miracle Maker
- 2016 : Gold Star
- 2019 : The Serenade

#### Séries télévisées
- 1996 : Walker, Texas Ranger : Maria Alonzo

### Réalisatrice, productrice, scénariste et directrice de casting

#### Cinéma
- 2016 : Bruising for Besos

#### Courts-métrages
- 2013 : Forgiving Heart
- 2017 : Amigas with Benefits

### Monteuse

#### Courts-métrages
- 2017 : Amigas with Benefits

### Productrice

#### Courts-métrages
- 2014 : The Good Kind
- 2016 : Gold Star

### Scénariste

#### Courts-métrages
- 2013 : You're Dead to Me
- 2016 : Get the Life